# Выборы президента США в Нью-Джерси (2024)
Вы́боры Президе́нта США 2024 го́да в Нью-Дже́рси прошли во вторник, 5 ноября 2024 года. В них приняли участие все 50 штатов, а также округ Колумбия. Избиратели Нью-Джерси выбирали выборщиков, которые будут представлять их в Коллегии выборщиков, путём всенародного голосования. Нью-Джерси имеет 14 голосов выборщиков в Коллегии выборщиков после перераспределения в результате переписи населения США 2020 года (штат сохранил имевшееся ранее количество голосов).

## Внутрипартийные выборы
Праймериз обеих партий состоялись 4 июня 2024 года.

### Праймериз Демократической партии
| Кандидат          | Голоса  | %    | Делегаты |
| ----------------- | ------- | ---- | -------- |
| Джо Байден        | 458 281 | 88,2 | 124      |
| Против всех       | 46 988  | 9,1  | 2        |
| Терриса Буковинац | 14 179  | 2,7  | 0        |
| Всего             | 519 448 | 100  | 126      |

### Праймериз Республиканской партии
| Кандидат      | Голоса | % | Делегаты |
| ------------- | ------ | - | -------- |
| Дональд Трамп | —      | — | 12       |
| Всего         | —      | — | 12       |

## Всеобщие выборы

### Предвыборная статистика
Обозначения:
- Р — равенство
- НП — небольшое преимущество
- ДП — достаточное преимущество
- СП — существенное, но преодолимое преимущество
- ОП — огромное преимущество

| Источник              | Рейтинг | По состоянию на: |
| --------------------- | ------- | ---------------- |
| Cook Political Report | ОП (Д)  | 19 декабря 2023  |
| Inside Elections      | ОП (Д)  | 26 апреля 2023   |
| Sabato's Crystal Ball | ОП (Д)  | 29 июня 2023     |
| DDHQ/The Hill         | СП (Д)  | 8 июня 2024      |
| CNalysis              | ОП (Д)  | 30 декабря 2023  |
| CNN                   | ОП (Д)  | 14 января 2024   |
| The Economist         | ДП (Д)  | 19 июля 2024     |
| 538                   | СП (Д)  | 11 июня 2024     |
| RCP                   | СП (Д)  | 26 июня 2024     |

### Опросы
Камала Харрис vs. Дональд Трамп
| Источник опроса | Период проведения           | Размер выборки | Уровень погрешности | Камала Харрис Демократическая | Дональд Трамп Республиканская | НИ |
| --------------- | --------------------------- | -------------- | ------------------- | ----------------------------- | ----------------------------- | -- |
| ActiVote        | 4 сентября — 2 октября 2024 | 400 (ПИ)       | ±4,9%               | 56%                           | 44%                           | —  |